# Numenes siletti
Numenes siletti är en fjärilsart som beskrevs av Walker 1855. Numenes siletti ingår i släktet Numenes och familjen tofsspinnare. Inga underarter finns listade i Catalogue of Life.